# Hwang Ji-man
Hwang Ji-man (8 de julho de 1944) é um jogador de badminton sul-coreano, medalhista olímpico, especialista em duplas.

## Carreira
Hwang Ji-man representou seu país nos Jogos Olímpicos de Verão de 2008, conquistando a medalha de bronze, nas duplas em Pequim 2008, com a parceria de Lee Jae-jin.